# Mésange galonnée
Melaniparus guineensis
Espèce
La Mésange galonnée (Melaniparus guineensis, anciennement Parus guineensis) est une espèce de passereaux de la famille des paridés.

## Répartition
Elle niche en Afrique, dans une région allant du Sénégal au Kenya et à l'Éthiopie.

## Taxinomie
À la suite de l'étude de Johansson et al. (2013) sur les relations phylogéniques des espèces au sein de la famille des Paridae, le genre Parus est redéfini pour être monophylétique. Le Congrès ornithologique international répercute ces changements dans sa classification de référence version 3.5 (2013), et la Mésange galonnée (anciennement Parus guineensis) est déplacée vers le genre Melaniparus.